# کتابخانه ملی مکزیک
کتابخانه ملی مکزیک (به اسپانیایی: Biblioteca Nacional de México) یک کتابخانه ملی در مکزیک است که در مکزیکوسیتی واقع شده‌است.